# Klára Dobrevová
Klára Dobrevová (* 2. února 1972 Sofie) je maďarská politička a ekonomka, manželka bývalého kontroverzního premiéra Ference Gyurcsánye a místopředsedkyně Evropského parlamentu.

## Biografie
Narodila se v Bulharsku, její otec je Bulhar a matka Maďarka. Její dědeček z matčiny strany Antal Apró byl blízkým spolupracovníkem Jánose Kádára a zastával za komunistického režimu funkce místopředsedy vlády a předsedy parlamentu. Dobrevová maturovala na prestižním budapešťském gymnáziu a vystudovala ekonomii na Korvínově univerzitě a právo na Univerzitě Loránda Eötvöse. V době studií byla aktivní v organizaci AIESEC. V roce 1994 se provdala za Ference Gyurcsányho, s nímž má tři děti.
Byla asistentkou socialitických politiků Etele Baráthové a Tibora Draskovicse, pracovala v Nadaci zdravých obcí a na ministerstvu financí a přednášela na Univerzitě Loránda Eötvöse. Spolu s manželem vede poradenskou firmu Altus, působí také v organizaci UN Women a v Evropské radě pro zahraniční záležitosti. V evropských volbách v květnu 2019 byla zvolena na kandidátce Demokratické koalice a poté získala místopředsednickou funkci v devátém Evropském parlamentu za frakci Pokrokové spojenectví socialistů a demokratů. Časopis Forbes ji zařadil na seznam nejvlivnějších žen v Maďarsku.
Ucházela se o pozici volebního lídra Demokratické koalice pro parlamentní volby v Maďarsku 2022, ale v primárkách ji porazil Péter Márki-Zay.